# Hemisodorcus sinensis sinensis
Hemisodorcus sinensis sinensis es una subespecie de coleóptero de la familia Lucanidae.

## Distribución geográfica
Habita en Yunnan (China).